# Чипайя (язык)
Чипайя – один из двух языков семьи уру-чипайя. Имеется около 1 200 носителей, проживающих к югу от озера Титикака, вдоль реки Десагуадеро в Боливийском департаменте Оруро. Довольно значительную часть лексики составляют заимствования из соседних языков: аймара, кечуа, а в последнее время – испанского.
Чипайя используется в различных сферах жизни, большинство носителей владеет также испанским, а иногда и языком аймара. Наиболее близкородственный язык – уру, считаемый некоторыми лингвистами диалектом чипайя. 